# 済南駅
済南駅（さいなんえき/中国語簡体字：济南火车站/正体字：濟南火車站）は、中華人民共和国山東省済南市天橋区車站街にある中国国鉄済南鉄路局が管轄する駅である。また駅の北口には済南軌道交通2号線が乗り入れている。

## 駅構造
単式ホーム1面、島式ホーム3面を持つ地上駅である。

## 所属路線
- 中国国鉄
  - 京滬線：北京駅起点より497km、上海駅終点まで966km
  - 膠済線：本駅終点、青島駅起点より393km
  - 膠済客運専用線：本駅起点、済南東駅まで膠済線と共用、青島駅終点まで367km（新線部分は173km）[1]

## 利用状況
本駅は京滬線、膠済線とその高速鉄道路線である膠済客運専用線の旅客、貨物を扱う特等駅であり、操車場を持つ。2009年4月現在、156本の旅客列車が発着し、30本の始発列車がある。

## 駅周辺
- 済南鉄道大厦
- 済南長距離バスターミナル（長途汽車客運站）
- 済南鉄道大酒店
- 山東賓館
- 貴都大酒店
- 天龍商場

## 歴史

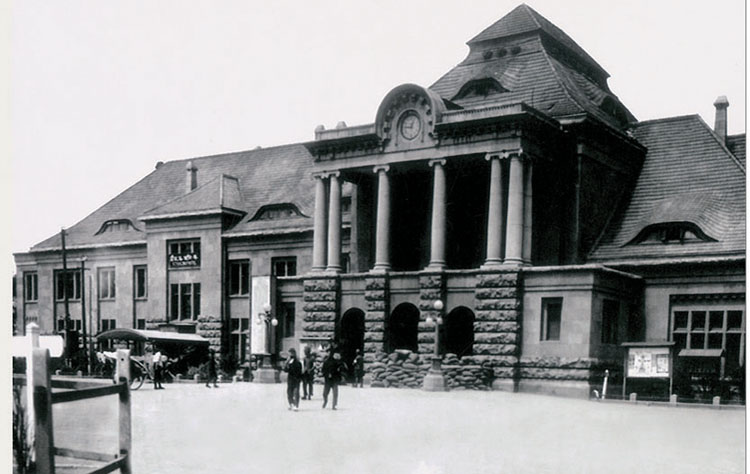
膠済線済南駅の旧駅舎

- 1904年7月 - 膠済線の済南駅が開業した。
- 1911年12月 - 津浦線（後の京滬線）の済南駅（ドイツのHermann Fischer設計[3]）が膠済線の済南駅とは別の場所で開業した。
- 1940年4月 - 二つの済南駅を合併させる為に、膠済線の済南駅を廃止し、青島駅起点393.7km地点から新線に切り替えて一つの駅とした。膠済線の済南駅はその後鉄路局として使用されている[4]。
- 1992年 - 済南駅（京滬線）の旧駅舎が取り壊された[5]。
- 1995年 - 新駅舎が完成した[6]。
- 2008年12月21日 - 膠済客運専用線（膠済高速鉄道線）が開通した[7]。

## 隣の駅
中国国鉄
京滬線
北園駅 - 済南駅 - 済南南駅（白馬山）
膠済線
済南駅 - 黄台駅
膠済客運専用線
済南駅 - 大明湖駅

## ギャラリー

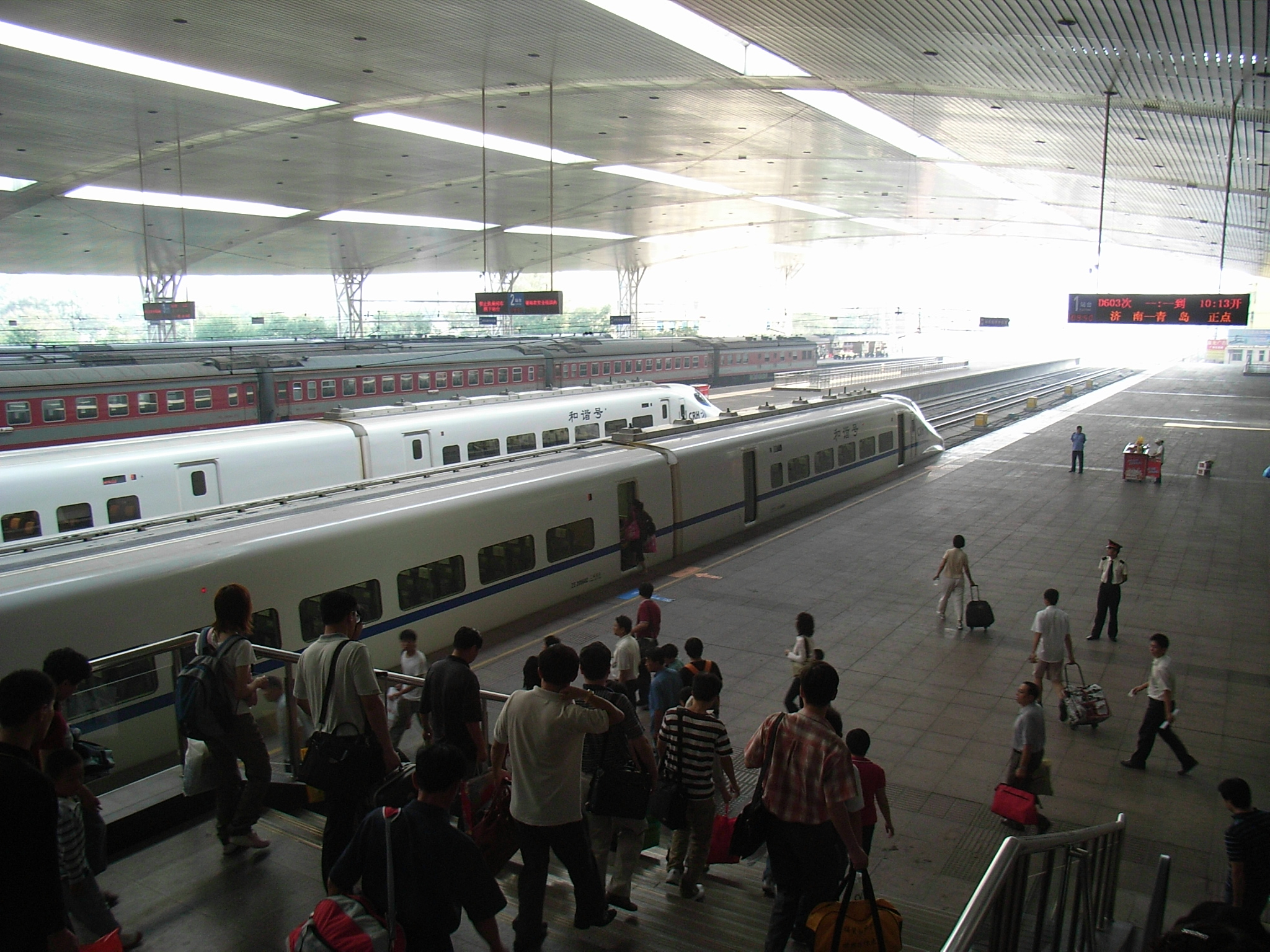
済南駅ホーム
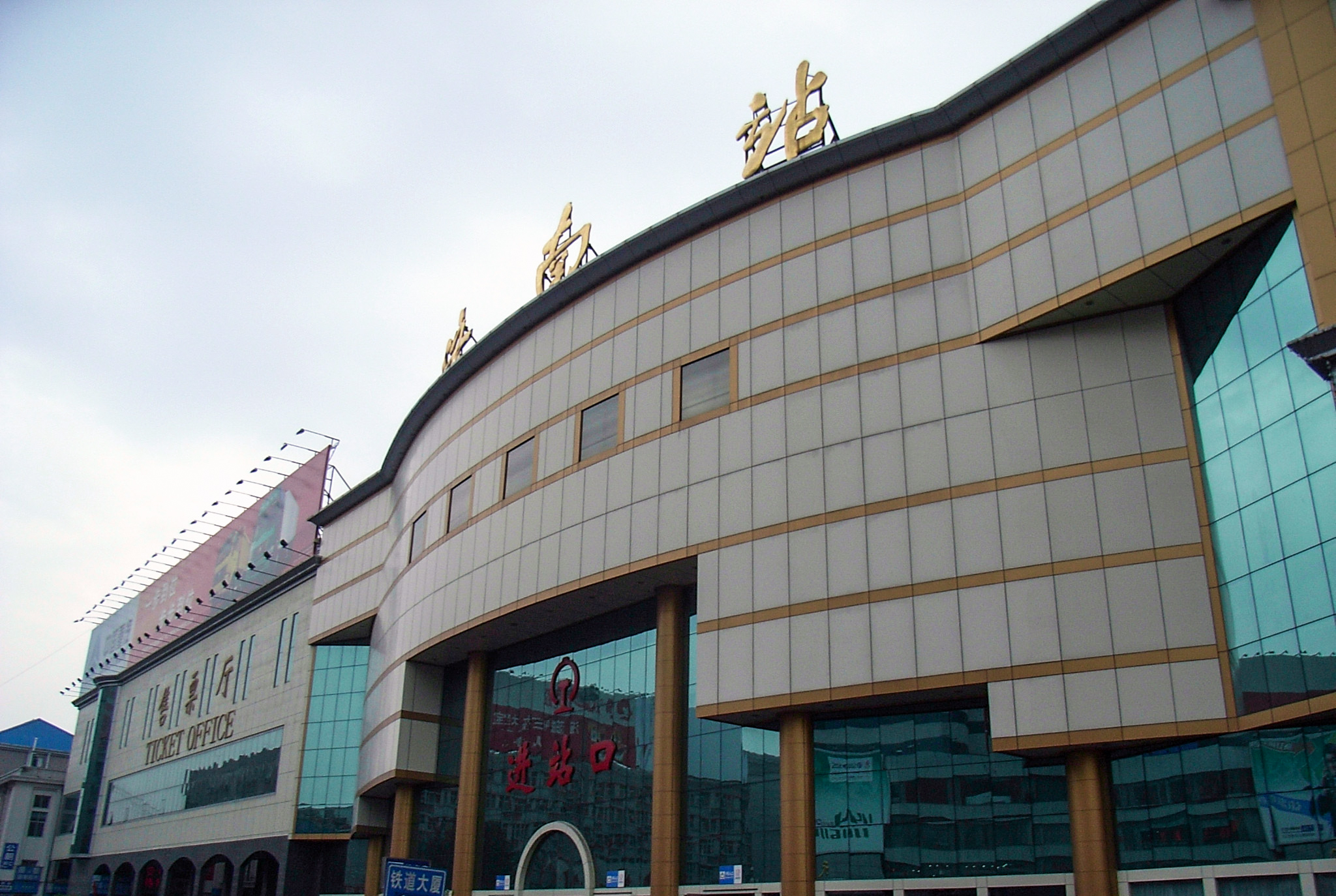
駅入口
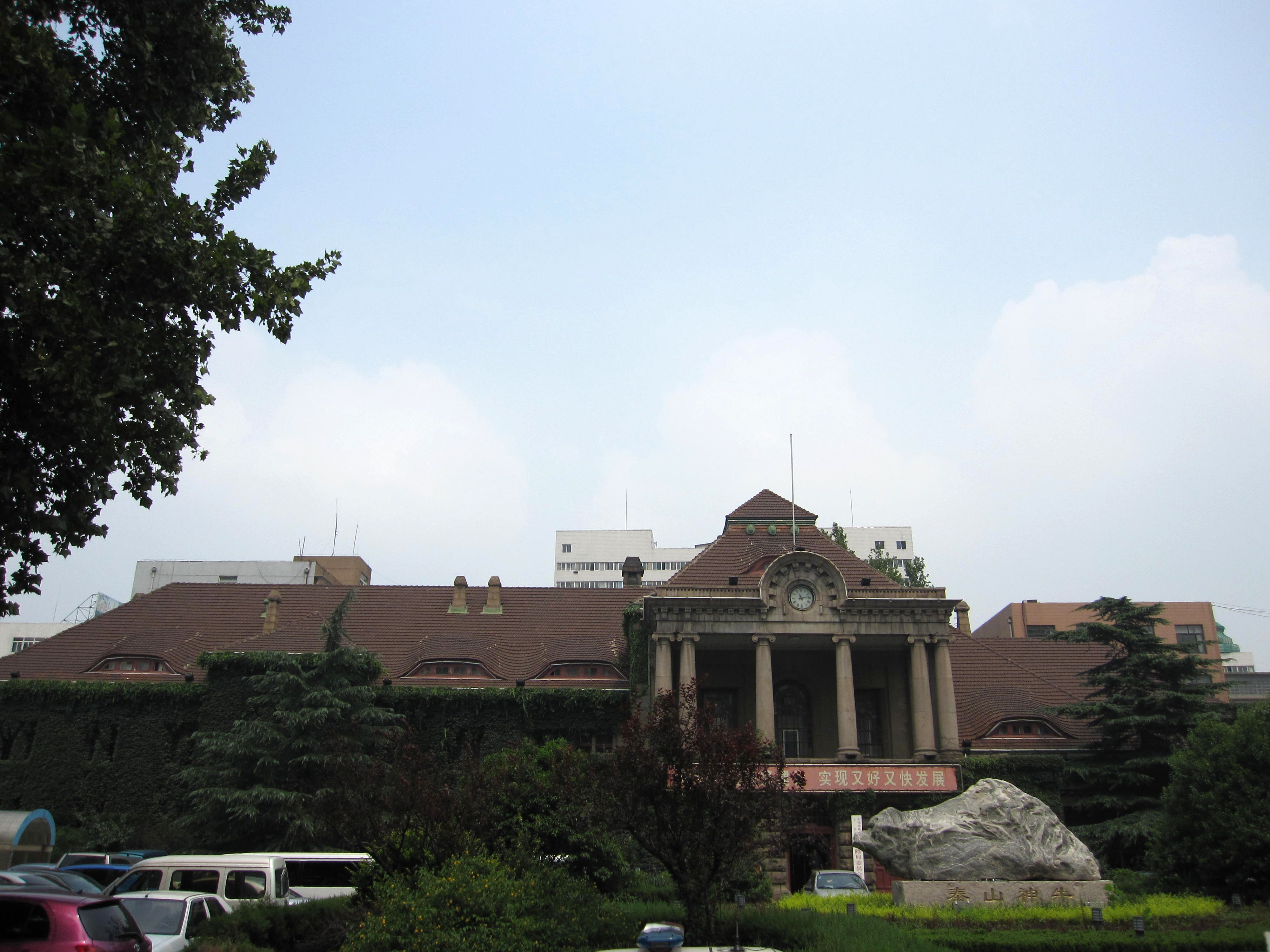
2009年現在の膠済線済南駅の旧駅舎
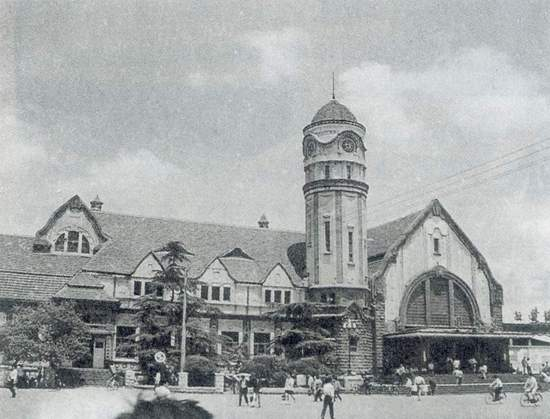
京滬線済南駅の旧駅舎
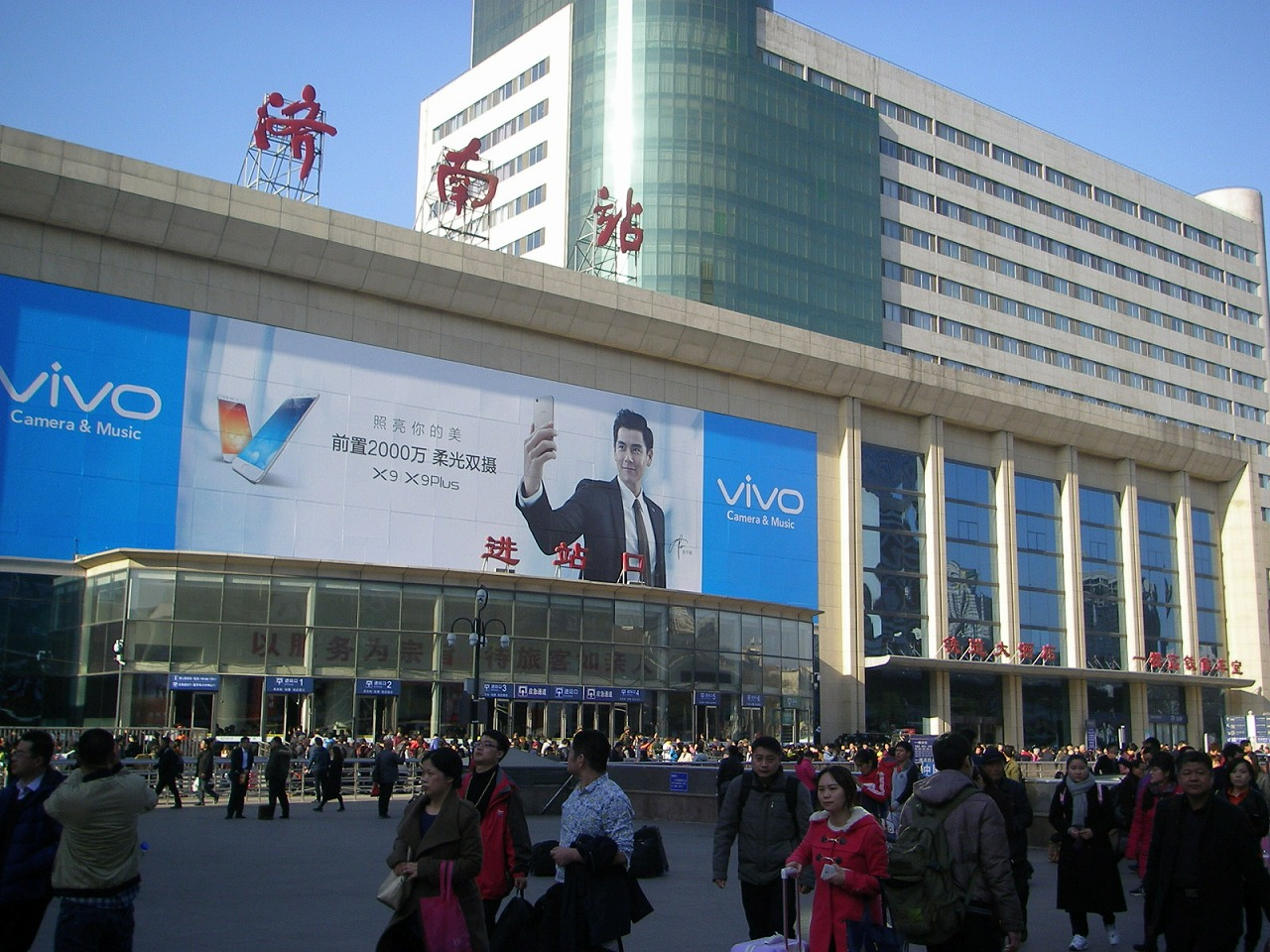
駅入口(2017年)